# 柳苦民
柳苦民（1897年—1930年12月12日），原名柳志虞，化名赵连福，绰号老和尚，浙江温岭梅溪人。中国共产党早期人物。

## 生平
1927年，柳苦民由叶仲华介绍，加入中国共产党。1928年1月，任中共温岭县委常委。1928年9月，中共温岭县委因领导北乡抗租斗争受挫，对县委进行改选，并派县委常委柳苦民、执委叶景泰到温岭、玉环交界的西区坞根开辟武装力量。1930年3月，柳苦民参与创建坞根游击大队，任大队长。游击大队编入中国工农红军第十三军第二团后，担任团的主要领导人。1930年7月8日，柳苦民（时任总指挥:23）率领坞根游击队强攻茶头并歼灭茶头保卫团，获得胜利:24。1930年12月12日，他在坞根街头被混入红军的兵痞暗枪被害。后被追认为革命烈士:14。